# Jack Black

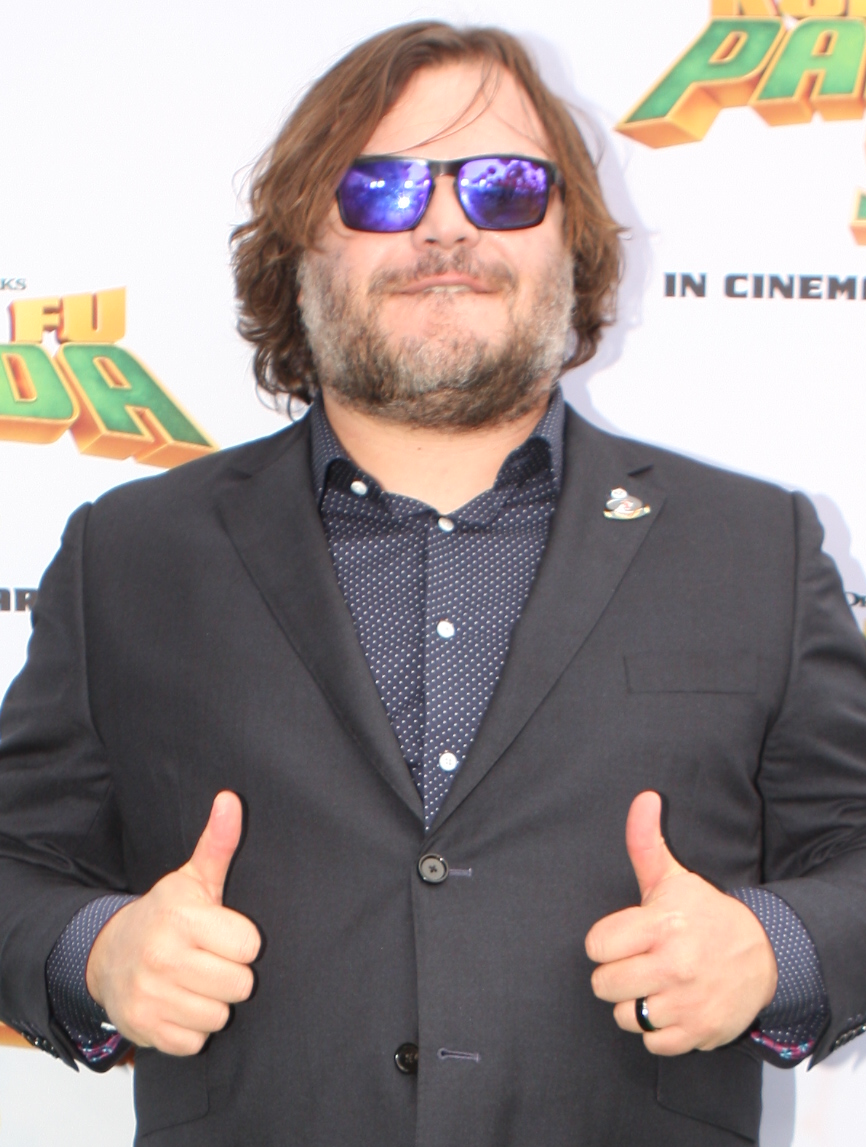
Jack Black (2016)

Thomas Jacob "Jack" Black (Hermosa Beach, Califòrnia, 28 d'agost de 1969) és un actor còmic, cantant, i músic estatunidenc. És membre del Frat Pack, un grup d'actors que han aparegut junts en diverses pel·lícules de Hollywood, i ha estat nominat dos cops al Premi Globus d'Or. Canta amb el grup de Tenacious D, que va formar el 1991 amb Kyle Gass.

## Biografia
Fill de Thomas Jack Black (d'ascendència anglesa, escocesa, irlandesa i alemanya) i Judith Cohen (criada com a jueva), i descendent de l'anglès Jack Black, va ser criat jueu, va anar a una escola hebrea i va tenir una celebració de Benei mitsvà. La parella eren enginyers constructors de satèl·lits artificials
Els pares de Black es van divorciar quan tenia 10 anys; ell es va traslladar a Culver City amb el seu pare i amb freqüència visitava la casa de la seva mare.
Els seus pares el van inscriure en una escola secundària privada dissenyada específicament per als estudiants amb dificultats en el sistema escolar tradicional.
Black també va anar a una escola de Santa Mónica, Califòrnia, on es va destacar en drama. Més tard va anar a la Universitat de Califòrnia a Los Angeles.
Black és cosí dels actors Owen Wilson, Luke Wilson i Andrew Wilson. A la Universitat de Califòrnia va conèixer al seu amic Kyle Gass i per mediació d'aquest a Tim Robbins, que li va aconseguir un paper en la pel·lícula Ciutadà Bob Roberts (1992). Va ser Kyle Gass, el seu amic i membre de la companyia de teatre The Actor's Gang, qui li va ensenyar a tocar la guitarra per formar el grup Tenacious D.
Després de participar com a secundari en pel·lícules com Pena de mort (1995) o Un boig a domicili (1996), Black va aconseguir la fama internacional pel seu paper en Alta Fidelitat (2000). A partir d'aquest moment va començar a protagonitzar comèdies com Shallow Hal (2001) -al costat de Gwyneth Paltrow- o Escola de rock. El 2005, Peter Jackson el va contractar per a King Kong i un any més tard va debutar com a productor d'una pel·lícula protagonitzada per ell mateix, Nacho Lliure.
El 2006, a més de presentar els Premis Kids' Choice - cosa que repetiria el 2008 i 2011-, va protagonitzar la pel·lícula Tenacious D and the Pick of Destiny al costat del seu amic Kyle Gass, que va produir al costat del seu segon disc. En la pel·lícula va haver-hi aparicions d'artistes com Ronnie James Dio, Meat Loaf, Ben Stiller i Dave Grohl, baterista de Nirvana i líder de Foo Fighters.
El 2009 va donar imatge i veu a Eddie Riggs; protagonista del videojoc de Heavy metal, Brütal Legend.
El 2014 va participar en el vídeo musical "Ugly Boy" de Die Antwoord.
El 2016 va protagonitzar la pel·lícula de terror Goosebumps, basada en el famós best-seller de llibres de terror per a nens del mateix nom. Black interpreta R.L. Stine, un escriptor de llibres de terror que tanca a tots els monstres de les seves històries dins dels seus llibres, però els problemes comencen quan tots els monstres són alliberats. Aquesta és la primera pel·lícula de terror de Jack Black.
Va aparèixer en el videoclip de la cançó "Humility" de la banda virtual Gorillaz.

### Carrera musical

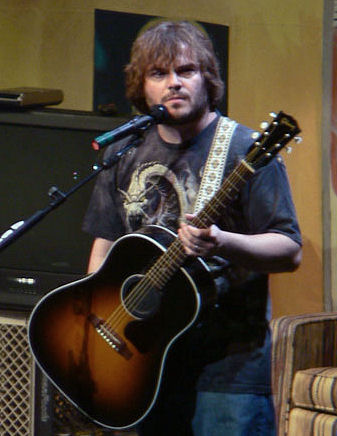
Jack Black el 2006

El 2005, Black i Kyle Gass van estrenar una pel·lícula semi-autobiogràfica a manera de comèdia musical titulada Tenacious D in The Pick of Destiny. El 2006 van llançar el seu segon treball, titulat precisament The Pick of Destiny i que recollia les cançons de la pel·lícula.
El grup ha col·laborat en el videojoc Guitar Hero, que recull alguns dels seus treballs i també ha participat en un vídeo de presentació donant vida al protagonista del videojoc Brutal Legend, d'estil heavy metal.
Black ha col·laborat a més amb grups com Foo Fighters, Eagles of Death Metal o Sum 41, entre d'altres.
El grup virtual Gorillaz va llançar un dels primers temes del seu nou disc The Now Now en el qual Black apareixia realitzant una col·laboració amb la guitarra.

## Filmografia

### Cinema
| Any  | Títol                                                                        | Paper                                              | Notes |
| ---- | ---------------------------------------------------------------------------- | -------------------------------------------------- | --- |
| 1992 | Ciutadà Bob Roberts (Bob Roberts)                                            | Roger Davis                                        | |
| 1993 | Airborne                                                                     | Augie                                              | |
| 1993 | Demolition Man                                                               | Perdulari                                          | |
| 1994 | The NeverEnding Story III: Escape from Fantasia                              | Slip                                               | |
| 1995 | Bye Bye Love                                                                 | DJ a la festa                                      | |
| 1995 | Waterworld                                                                   | Pilot                                              | |
| 1995 | Pena de mort (Dead Man Walking)                                              | Craig Poncelet                                     | |
| 1996 | Bio-Dome                                                                     | Ell mateix                                         | amb la seva banda Tenacious D |
| 1996 | Un boig a domicili (The Cable Guy)                                           | Rick Legatos                                       | |
| 1996 | Fanàtic (The Fan)                                                            | Broadcast technician                               | |
| 1996 | Mars Attacks!                                                                | Billy Glenn Norris                                 | |
| 1997 | Crossworlds                                                                  | Steve                                              | |
| 1997 | The Jackal                                                                   | Ian Lamont                                         | |
| 1998 | Johnny Skidmarks                                                             | Jerry                                              | |
| 1998 | Bongwater                                                                    | Devlin                                             | |
| 1998 | Encara sé què vau fer l'estiu passat (I Still Know What You Did Last Summer) | Titus Telesco                                      | No surt als crèdits |
| 1998 | Enemy of the State                                                           | Fiedler                                            | |
| 1999 | Cradle Will Rock                                                             | Sid                                                | |
| 1999 | The Love Letter                                                              | Pescador                                           | No surt als crèdits |
| 1999 | Jesus' Son                                                                   | Georgie                                            | |
| 2000 | High Fidelity                                                                | Barry                                              | Blockbuster Entertainment Award for Favorite Supporting Actor – Comedy/Romance Nominada – American Comedy Award for Funniest Supporting Actor in a Motion Picture Nominada – Chicago Film Critics Association Award for Best Supporting Actor Nominada – MTV Movie Award for Best Music Moment Nominada – MTV Movie Award for Breakthrough Male Performance Nominada – Online Film Critics Society Award for Best Supporting Actor                    |
| 2001 | Frank's Book                                                                 | Performance hipster                                | Curt |
| 2001 | Tres idiotes i una bruixa (Saving Silverman)                                 | JD McNugent                                        | |
| 2001 | Shallow Hal                                                                  | Hal Larson                                         | Nominada – Teen Choice Award for Choice Movie Actor – Comedy |
| 2002 | Orange County                                                                | Lance Brumder                                      | |
| 2002 | Run Ronnie Run!                                                              | Lead chimney sweep                                 | DVD Exclusive Award for Best Original Song |
| 2002 | Ice Age: L'edat de gel (Ice Age)                                             | Zeke                                               | Veu |
| 2003 | Melvin Goes to Dinner                                                        | Mental patient                                     | Phoenix Film Festival Award for Best Ensemble Acting Nominada – DVD Exclusive Award for Best Supporting Actor |
| 2003 | School of Rock                                                               | Dewey Finn                                         | MTV Movie Award for Best Comedic Performance Nominada – Golden Globe Award for Best Actor – Motion Picture Musical or Comedy Nominada – MTV Movie Award for Best On-Screen Team Nominada – New York Film Critics Circle Award for Best Actor (3rd place) Nominada – Satellite Award for Best Actor – Motion Picture Musical or Comedy Nominada – Teen Choice Award for Choice Movie Actor – Comedy Nominada – Teen Choice Award for Choice Movie Liar |
| 2004 | Enveja (Envy)                                                                | Nick Vanderpark                                    | Nominada – People's Choice Award for Favorite Funny Male Star |
| 2004 | El reporter (Anchorman: The Legend of Ron Burgundy)                          | Motociclista                                       | Cameo |
| 2004 | L'Espantataurons (Shark Tale)                                                | Lenny                                              | Veu |
| 2005 | King Kong                                                                    | Carl Denham                                        | Nominada – Teen Choice Award for Choice Movie Villain |
| 2006 | Nacho Libre                                                                  | Ignacio / Nacho                                    | També productor Nominada – Kids' Choice Award for Favorite Male Movie Star Nominada – MTV Movie Award for Best Fight Nominada – Teen Choice Award for Choice Movie Actor: Comedy Nominada – Teen Choice Award for Choice Movie Chemistry Nominada – Teen Choice Award for Choice Movie Rumble |
| 2006 | Tenacious D in The Pick of Destiny                                           | JB                                                 | També productor i guionista |
| 2006 | The Holiday                                                                  | Miles                                              | |
| 2007 | Margot at the Wedding                                                        | Malcolm                                            | Nominada – Gotham Award for Best Ensemble Cast |
| 2007 | Walk Hard: The Dewey Cox Story                                               | Paul McCartney                                     | No surt als crèdits cameo |
| 2008 | Be Kind Rewind                                                               | Jerry Gerber                                       | |
| 2008 | Kung Fu Panda                                                                | Po                                                 | Veu Kids' Choice Award for Favorite Veu from an Animated Movie |
| 2008 | Kung Fu Panda: The Secrets of the Furious Five                               | Po                                                 | Veu Curt |
| 2008 | Prop 8: The Musical                                                          | Jesus Christ                                       | Curt |
| 2008 | Tropic Thunder                                                               | Jeff "Fats" Portnoy                                | Boston Society of Film Critics Award for Best Cast |
| 2009 | Any u (Year One)                                                             | Zed                                                | |
| 2010 | Kung Fu Panda Holiday                                                        | Po                                                 | Veu Curt |
| 2010 | Gulliver's Travels                                                           | Lemuel Gulliver                                    | També productor executiu Nominada – Razzie Award for Worst Actor Nominada – Nickelodeon Kids Choice Awards for Favorite Male Movie Star |
| 2011 | Kung Fu Panda 2                                                              | Po                                                 | Veu Nominada – Teen Choice Awards for Choice Movie Veu Nominada – Kids' Choice Award for Favorite Veu from an Animated Movie Nominada – People's Choice Award for Favorite Animation Movie Veu |
| 2011 | Kung Fu Panda: Secrets of the Masters                                        | Po                                                 | Veu Curt |
| 2011 | Bernie                                                                       | Bernie Tiede                                       | Nominada – Golden Globe Award for Best Actor – Motion Picture Musical or Comedy Nominada – Gotham Award for Best Ensemble Performance Nominada – Independent Spirit Award for Best Male Lead Nominada – New York Film Critics Circle Award for Best Actor (runner-up) Nominada – Critics' Choice Movie Award for Best Actor in a Comedy |
| 2011 | The Big Year                                                                 | Brad Harris                                        | |
| 2011 | The Muppets                                                                  | D'ell mateix                                       | No surt als crèdits |
| 2014 | Sex Tape                                                                     | Propietari de YouPorn                              | No surt als crèdits |
| 2015 | The D Train                                                                  | Dan Landsman                                       | També productor |
| 2015 | Goosebumps                                                                   | R. L. Stine Slappy (Veu) Invisible Boy (Veu)       | Nominada – People's Choice Award for Favorite Comedic Movie Actor |
| 2016 | Kung Fu Panda 3                                                              | Po                                                 | Veu Nominada – Kids' Choice Award for Favorite Pet |
| 2016 | Kung Fu Panda: Secrets of the Scroll                                         | Po                                                 | Veu Curt |
| 2017 | The Polka King                                                               | Jan Lewan                                          | També productor |
| 2017 | Jumanji: Welcome to the Jungle                                               | Professor Sheldon "Shelly" Oberon (Bethany Walker) | Nominada – MTV Movie Award for Best Comedic Performance Nominada – MTV Movie Award for Best On-Screen Team (with Dwayne Johnson, Kevin Hart, Karen Gillan and Nick Jonas) |
| 2018 | Don't Worry, He Won't Get Far on Foot                                        | Dexter                                             | |
| 2018 | Unexpected Race                                                              | Xèrif                                              | |
| 2018 | The House with a Clock in Its Walls                                          | Jonathan Barnavelt                                 | |
| 2018 | Goosebumps 2: Haunted Halloween                                              | R.L. Stine                                         | No surt als crèdits |
| 2019 | Jumanji: The Next Level                                                      | Professor Sheldon "Shelly" Oberon                  | Postproducció |

## Premis i nominacions

### Nominacions
- 2004: Globus d'Or al millor actor musical o còmic per School of Rock
- 2013: Globus d'Or al millor actor musical o còmic per Bernie